# テケ
テケ（Teke、? - 1313年）は、大元ウルスに仕えたウイグル人。『元史』などの漢文史料では鉄哥(tiĕgē)や帖可(tièkĕ)、『集史』などのペルシア語史料ではتکه فنجان（Teke pinjān、テケ・ピンジャーン、「テケ平章」の音訳）と記される。

## 概要
テケの父のオトチはカシミール出身の人物で、チベット仏教僧であった叔父の下で仏学を学んでいた。しかし、モンゴル帝国が勢力を拡大する中でオトチはこれに仕えることを決意し、当時のモンゴル帝国の皇帝オゴデイに取り立てられた。オゴデイの庶長子で第3代皇帝グユクはオトチに師事し、金符を与えた。第4代皇帝モンケもまたオトチを尊重して国師となし、天下の仏教を総括させた。モンケよりカシミール万戸とされたオトチは母国のカシミールを自ら説得してモンゴル帝国に投降させようとしたが、オトチの説得に怒ったカシミール国王によってオトチは殺されてしまい、この報復としてモンケの派遣したモンゴル軍によってカシミールは征服された。
オトチが亡くなった時テケは僅か4歳であったが、幼くして利発で遊びなどをしない子供だった。テケが初めてクビライ（モンケの弟で、後の第5代皇帝）に会った時、クビライは食事中であったが、テケの身の上を聞いて鶏肉を食べるのを止めテケに与えた。しかしテケは与えられた鶏肉をすぐに食べ始めようとしなかったため、クビライが理由を尋ねるとテケは「持って帰り母に渡そうと思います」と答え、これ以後クビライはテケに眼を掛けるようになった。後に即位したクビライが香山永安寺を訪れた際、壁に見事なウイグル文字の書があったので誰の作品か尋ねた所、テケの作品であるとわかった。そこで再びテケを呼び出したクビライはバウルチのボロト丞相に預けてクトゥダル・ケシク（親衛隊）の一員（シャルバチ）とした。
後に南宋侵攻の手法をめぐってモンケとクビライとの間で不和が生じた際、テケの助言にしたがってクビライは兄との不和を解消することができたので、その後ますますテケを親任するようになったという。テケが17歳の時、クビライはテケに良家の妻を与えようとしたが、テケは自らの母が漢人であるため、母の心を傷つけないよう漢人の助成と結婚したいと述べて冉氏を要った。この後、テケはバウルチとされてますますクビライと親密になった。
1280年（至元17年）、テケは正議大夫・尚膳監の地位を与えられ、また大明宮のとなりに邸宅を与えられた。また、1282年（至元19年）には同知宣徽院事の地位に進んだ。1283年（至元20年）、それまで大司農司のトップであったボロトが皇太子チンキムの死に関わる政変に巻き込まれ失脚すると、テケが司農寺（大司農司が格下げされた機関）のダルガチに任じられた。テケは司農寺でかつてボロトが進めていた勧農政策を引き継ぎ、1285年（至元22年）には司農寺を昇格させてかつてのように大司農司を設置すべきであると上奏した。テケの上奏は受け容れられて1286年（至元23年）に大司農司は再設置され、テケは名実共にかつてのボロトの地位を継承することとなった。
1287年（至元24年）にはナヤンの乱が勃発し、テケはクビライ自らが率いる遠征軍に従軍することになった。叛王タブタイ（塔不台）率いる敵軍が接近してきた時、テケは「今敵軍の数は我が軍よりも多く、地の利も得ていません。敵軍は策を疑って自ら退却するでしょう」と進言したためクビライはゲルを張って休憩し、テケも酒を進めて悠然と過ごしたという。果たして、タブタイはクビライ軍の様子を見て伏兵があることを疑い、退却した。この遠征中の功績によってテケは玉帯を与えられた。1292年（至元29年）には平章に進んだが、病によって足を悪くしたため、車で伝門に入るようになった。ある時、クビライがナヤンの乱討伐時の記録を残そうとして細部を思い出せないでいたところ、テケがその詳細を記憶していたため、大いに喜んだクビライは金束帯を与えた。
クビライが亡くなりオルジェイトゥ・カアン（成宗テムル）が即位すると、クビライのそば近くで使えていたことを賞してクビライが使っていた器を与えられた。1297年（大徳元年）にはカアンに売られた宝飾品の価格を巡る贈賄摘発に巻き込まれてテケも逮捕され、中書省が直轄する行大司農司も廃止されることになったが、チベット仏教僧のタムパ・クンガ・タクの取りなしによってテケは復権することができた。オルジェイトゥ・カアンの死後は引き続きクルク・カアン（武宗カイシャン）に仕え、寧王ココチュの処刑を命じられた時はその罪が誇張されたものであることを証明して高麗への配流に減刑させた。クルク・カアンは先代より続く世界規模の自然災害に備えるため大司農司の権限を強化し、その長たるテケには金紫光禄大夫の資品を与え、中書右丞相を遥授するなど厚遇を示した。
1311年（至大4年）、新たにブヤント・カアン（仁宗アユルバルワダ）が即位すると先帝の側近達の粛正が行われたが、皇太后ダギに気に入られていたテケは粛正を受けることなく、度支院の管轄までも委ねられ、1312年（皇慶元年）には官位は太傅・録軍国重事に至った。また、クビライの諸子で存命なのはココチュだけであり、配流処分を解くべきであると上奏し受け入れられた。1313年（皇慶2年）、テケは病を得て亡くなった。テケは死の直前名目上は宣徽院に属するが実際にはカアンに直属する闌遺監の地位を巡って政争を起こしており、またテケの亡くなった頃には一時失脚していたテムデルが1314年（延祐元年）には復職していることなどから、テケの死はテムデルとの政争と関係しているのではないかとする説もある。
なお、テケの墓誌銘は大司農司の設立にも関わった蔡文淵によって作られた。また、テケの五男の亦可麻は父が生前に受けとった聖旨・制命と行状・墓誌銘・神道碑を収集した書籍を刊行したとされるが、現存しない。